# مراقب الجفاف بالولايات المتحدة
مراقب الجفاف بالولايات المتحدة عبارة عن مجموعة من الإجراءات التي تسمح للخبراء بتقييم حالات الجفاف في الولايات المتحدة. جهاز الرصد ليس وكالة بل هو شراكة بين المركز الوطني للتخفيف من آثار الجفاف في جامعة نبراسكا- لينكولن، ووزارة الزراعة بالولايات المتحدة، والإدارة الوطنية للمحيطات والغلاف الجوي. يقدم الخبراء المختلفون أفضل حكم لهم لرسم خريطة واحدة كل أسبوع تظهر حالات الجفاف في جميع أنحاء الولايات المتحدة. بدأ الجهد في عام 1999 كشراكة فيدرالية وعلى مستوى الولاية وأكاديمية، نمت من مبادرة من قبل رابطة الحكام الغربيين لتوفير معلومات علمية في الوقت المناسب ومفهومة عن إمدادات المياه والجفاف لواضعي السياسات.
يتم إنتاج الشاشة من قبل مجموعة متناوبة من المؤلفين وتتضمن مراجعة من مجموعة من 250 من علماء المناخ ووكلاء الإرشاد وغيرهم من جميع أنحاء البلاد. يقوم المؤلفون كل أسبوع بمراجعة الخريطة السابقة بناءً على هطول الأمطار وتساقط الثلوج والأحداث الأخرى، وتقارير المراقبين حول كيفية تأثير الجفاف على المحاصيل والحياة البرية ومؤشرات أخرى. يوازن المؤلفون بين البيانات والتقارير المتضاربة للتوصل إلى خريطة جديدة بعد ظهر كل يوم أربعاء. ثم تُنشر الخريطة في صباح يوم الخميس التالي.